# 번역 비평
번역 비평(Translation criticism)은 번역된 작품의 다양한 측면에 대한 체계적인 연구, 평가, 해석이다. 이는 문학평론 및 번역 이론과 밀접하게 관련된 학제간 학문 분야이다. 여기에는 학생 번역본에 대한 채점 및 출판된 번역본에 대한 검토가 포함된다.

## 개념
"번역 비평"이라는 개념 자체는 다음을 의미한다.
1. 원시 텍스트와 관련하여 번역 텍스트의 의미론적 및 화용론적 등가성을 포함한 품질 평가.
2. 텍스트를 번역하기 위해 번역가가 따른 절차에 대한 평가.
3. 기본적으로 다음을 다루는 번역 과학의 일부:
  - 번역 비평의 본질과 목표,
  - 번역 비평의 문제점 고려,
  - 목표에 따른 번역 비평을 위한 유효한 기준 및 절차 정의.[3]

번역 비평은 번역학 분야에 속하며 일부는 이 분야의 순수 분과보다 덜 "학술적"이라고 본다. 그러나 가치 판단이 번역 분야에서 중요한 역할을 한다는 인식이 있기 때문에 단순히 주관적인 관심사가 아니라는 점이 지적된다. 학자들은 명시적으로 정의되고 예시로 검증된 번역에 대한 비평인 객관적인 번역 비평의 중요성을 강조한다.

## 개요
번역 비평의 목표 중 하나는 번역에 수반되는 미묘한 점에 대한 인식을 높이고 번역가가 목표를 달성했는지 여부를 탐구하는 것이다. 번역 비평을 번역 이론과 별개의 연구 분야로 간주해야 하는지는 논란의 여지가 있다.
문학 번역에 종사하는 번역 전문가와 비전문가는 필연적으로 번역 품질 문제를 직면한다. 번역 비평에는 번역 평가 관행의 이름, 평가 기준 등 여러 가지 미해결 문제가 있으며, 각각은 상세한 연구가 필요하다.
문학 텍스트는 번역으로 탐구될 수 있으며, 주로 판단하기 위함이 아니라 번역 선택으로 인해 발생하는 해석적 잠재력을 검토하여 텍스트가 원본과 어떤 관계를 가지는지 이해하기 위함이다. 동일한 원본 텍스트의 다른 번역본들을 비교할 때, 분석 결과는 각 번역본에 대한 가설을 구성하는 데 사용되어야 한다: "발산 유사성", "상대적 발산", "급진적 발산", "각색"과 같은 기준은 이러한 분석에 중요하다.
이 분야에서 매우 영향력 있는 저자는 앙투안 베르만으로, 그는 번역 이론만큼 번역 비평을 위한 많은 다른 방법이 있을 수 있다고 주장했다. 따라서 그는 자신의 모델을 분석 경로라고 불렀으며, 이는 각 분석가의 특정 목표에 따라 조절될 수 있고 모든 표준화된 텍스트 유형에 적용될 수 있다. 그는 또한 모든 번역가가 번역 과정 자체 이전에 먼저 번역 프로젝트를 개발해야 한다고 주장한다.
논란의 여지가 있는 주제이지만 번역 비평이 필요하다고 말할 수 있다. 예를 들어, 튀르키예에서는 1940년 번역국의 설립 이후 튀르키예 문학 시스템이 다양한 언어의 번역을 통해 광범위하게 풍부해졌고 번역 활동은 작가, 번역가 및 비평가에 의해 평가되었다. 기술 번역 연구를 위한 방법론은 기데온 투리(Gideon Toury)에 의해 제시되었다. 그는 번역가가 번역 과정에서 끊임없이 결정을 내려야 한다고 제안한다. 요약하면, 이 패러다임 내에서 작업하는 학자들은 번역이 특정 시간과 장소에서 유효한 목표 규범에 따라 기술되어야 하며 번역 이론에 의해 뒷받침되는 객관적인 번역 비평을 생성하기 위해 원본과 비교되어야 한다고 주장했다 (투리 1980: 73).

## 같이 보기
- 비교문학
- 문화연구
- 문화 번역
- 문학평론
- 문학 번역
- 번역
- 번역 프로젝트
- 번역 연구
- 번역 불가능성

## 참고 문헌
- 앙투안 베르만, Pour une critique des traductions: John Donne. Paris: Gallimard, 1995. Translated into English by 프랑수아즈 마사르디에-케니 as Toward a Translation Criticism: John Donne. Kent, OH: Kent State University Press, 2009.
- 발렌틴 가르시아 예브라, En torno a la traducción. Madrid, Gredos, 1983.[1]
- 피터 뉴마크, A Textbook of Translation. Chapter 17: "Translation Criticism". Prentice-Hall International, 1988. ISBN 978-0139125935
- 카타리나 라이스, Möglichkeiten und Grenzen der Übersetzungskritik: Kategorien und Kriteren für eine sachgerechte Beurteilung von Übersetzungen. Munich, Hueber, 1971. Translated into English by Erroll. F. Rhodes as Translation Criticism: The Potentials and Limitations. Categories and Criteria for Translation Quality Assessment. St. Jerome Publishing Ltd, 2000.[2]